# (5127) Bruhns
(5127) Bruhns (1989 CO3) – planetoida z grupy pasa głównego asteroid okrążająca Słońce w ciągu 3,67 lat w średniej odległości 2,38 j.a. Odkryta 4 lutego 1989 roku.